# جون د. تي ماكليستر
جون د. تي ماكليستر (بالإنجليزية: John D. T. McAllister)‏ هو كاتب أغاني أمريكي، ولد في 19 فبراير 1827، وتوفي في 21 يناير 1910.